# Олком (футбольный клуб)
«Олком» — бывший украинский футбольный клуб из Мелитополя Запорожской области. Выступал во Второй лиге (группа Б), проводил матчи на стадионе «Спартак» имени Олега Олексенко. Ликвидирован в феврале 2011 года.

## История
В январе 1991 года руководство Мелитопольского моторного завода приняло решение вывести свою заводскую любительскую футбольную команду «Торпедо» (чемпион Запорожской области 1969 и 1984 гг.) на качественно новый уровень. Именно эта дата является официальной точкой отсчета истории «Торпедо» ставшего впоследствии клубом «Олком».
Первый успех к заводскому клубу пришел в 1992 году, когда команда в третий раз стала чемпионом области. Этот успех позволил «Торпедо» в следующем сезоне 1992/93 попробовать свои силы в Переходной лиге Чемпионата Украины по футболу. В первом сезоне мелитопольская команда удержалась в лиге, набрав 30 очков и заняв одиннадцатое место среди восемнадцати команд. После расформирования Третьей лиги (бывшая Переходная лига) с сезона 1994/95 «Торпедо» выступает во Второй лиге Чемпионата Украины.
В 1996 году в «Торпедо» из Николаева переехал молодой форвард Александр Капуста, который в апреле 2007 года забьёт запорожскому «Металлургу-2» свой 100-й гол во Второй лиге первым в истории чемпионатов Украины.
На рубеже 1990-х — 2000-х годов производственная деятельность моторного завода почти приостановилась, и руководство предприятия приняло решение больше не финансировать футбольную команду. Несколько месяцев команда «Торпедо» находилась под опекой городской власти и футбольного клуба «Мелитополь», пока не была принята в спортивный клуб «Олком», созданный по инициативе мелитопольского предпринимателя и мецената Олексенко Олега Ивановича. Так, со второго круга 9-го чемпионата Украины по футболу в группе «Б» второй лиги Мелитополь представляет не «Торпедо», а «Олком».
Последний свой матч мелитопольское «Торпедо» провело 30 октября 1999 года на стадионе спорткомплекса моторного завода «Авангард» — 0:2 от «Кривбасса-2». Уже следующий матч, 4 апреля 2000 года команда проводила уже под новым именем: «Олком»
В феврале 2011 года клуб по финансовым причинам снялся с чемпионата Украины 2010/11 в период зимнего межсезонья. В матчах второго круга команде засчитаны технические поражения. Многие игроки расформированного «Олкома» перешли в любительскую футбольную команду «Мелитопольская черешня».

## Прежние названия
- 1991—1999: «Торпедо».
- 2000—2011: «Олком».

## Главные тренеры
- Юрий Касёнкин
- Игорь Сероштан
- Владимир Нечаев
- Вячеслав Тропин
- Владимир Ходус
- Владимир Белокопытов
- Иван Марущак (2006—2008)
- Александр Шудрик (с 2008)[3]
- Дмитрий Кара-Мустафа (2010)